# Arte crittografica

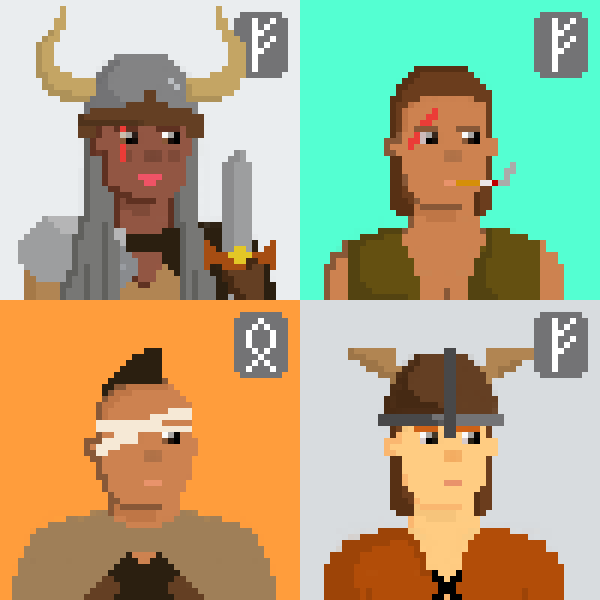
L'immagine mostra quattro dei 10.000 VeKing unici. I VeKing sono una raccolta di 9.999 token non fungibili (NFT) unici, memorizzati sul registro digitale (blockchain) di VeChain.

L'arte crittografica (anche detta Criptoarte o Cryptoart) è una categoria di arte legata alla tecnologia blockchain.
Emergendo come un genere di nicchia del lavoro artistico in seguito allo sviluppo di reti blockchain come Bitcoin ed Ethereum tra la metà e la fine degli anni 2010, l'arte crittografica è rapidamente cresciuta in popolarità in gran parte a causa della capacità, senza precedenti, offerta dalla critto-tecnologia per le pure opere d'arte digitali di essere acquistate, vendute o raccolte da chiunque in modo decentralizzato.

## Definizione
Sebbene non ci sia una definizione concordata per il termine, esistono attualmente due interpretazioni comuni tra gli artisti crittografici e i loro collezionisti. La prima riguarda le opere d'arte a tema crittografico o quelle con argomenti incentrati sulla cultura, la politica, l'economia o la filosofia che hanno a che fare con la tecnologia blockchain e criptovaluta. La seconda e più diffusa definizione concerne opere d'arte digitali che vengono pubblicate direttamente su una blockchain sotto forma di token non fungibili (NFT), che rende possibile la proprietà, il trasferimento e la vendita di un'opera d'arte in modo crittograficamente sicuro e verificabile.
Tuttavia, spesso può sorgere confusione quando si tenta di definire formalmente l'arte crittografica poiché le aree grigie e le sfumature lo rendono alquanto difficile. Ad esempio, la tecnologia blockchain è stata utilizzata anche per registrare pubblicamente e autenticare opere d'arte fisiche preesistenti al fine di differenziarle dai falsi e verificarne la proprietà tramite tracker fisici o etichette. Non è chiaro se tali opere d'arte possano essere classificate come crypto art.

## Storia

### 2013
Kevin Abosch pubblica il suo libro concettuale intitolato "Bank" in cui l'artista raccoglie 500 chiavi pubbliche e private di Bitcoin accoppiate in un libro distribuito in edizione limitata di 50 esemplari e lo dichiara una banca.

### 2014
Monegraph lancia il primo marketplace per registrare l'arte sulla blockchain di Bitcoin.

### 2015
L'artista Sarah Meyohas lancia BitchCoin a febbraio, "una criptovaluta per acquistare arte e investire nell'artista".
Ascribe viene lanciato a giugno, utilizzando la blockchain di Bitcoin per aiutare gli artisti a rivendicare la proprietà del loro lavoro.
Verisart viene lanciato a luglio per "utilizzare la Blockchain per verificare l'autenticità delle opere d'arte" costruendo un registro delle opere autenticato in tutto il mondo.

### 2016
Le carte collezionabili di Rare Pepe vengono lanciate a ottobre sulla blockchain di Bitcoin utilizzando Counterparty.

### 2017
A maggio, Curio Cards, un gioco di carte collezionabili digitali, viene lanciato su Ethereum.
A giugno, viene lanciato CryptoPunks. Come prime implementazioni dei contratti NFT sulla blockchain di Ethereum, i CryptoPunks rappresentano un insieme limitato di 10.000 figure digitali generate algoritmicamente, a bassa risoluzione, in stile verticale.
In ottobre, DADA.nyc lancia la sua prima collezione in edizione limitata "Creeps and Weirdos" su Ethereum.
A novembre, viene lanciato Cryptokitties. Il gioco online di raccolta, allevamento e vendita di gatti virtuali sotto forma di NFT sulla blockchain di Ethereum ha registrato un volume di transazioni di oltre 1 milione di dollari in una settimana.

### 2018
"IAMA COIN" Nel gennaio 2018 l'artista Kevin Abosch ha creato 10.000.000 di opere d'arte virtuali costituite da cripto-token sulla Blockchain di Ethereum . L'artista si è anche fatto prelevare il sangue con il quale ha realizzato 100 opere fisiche impresse con un indirizzo blockchain alfanumerico 42 corrispondente alla creazione delle sue opere virtuali. I crypto-token sono chiamati IAMA Coins e sono referenziati dal simbolo "IAMA" sulla blockchain.
Il 14 febbraio 2018 l'opera d'arte virtuale dell'artista Kevin Abosch "Forever Rose", costituita da un singolo token ERC-20 sulla blockchain di Ethereum, è stata venduta a un gruppo di dieci collezionisti d'arte per la cifra record di 1 milione di dollari.
"Yellow Lambo" dell'artista Kevin Abosch: L'artwork è composto da 42 caratteri alfanumerici in linea in neon giallo che rappresentano l'indirizzo del contratto blockchain per un token unico e non fungibile, un NFT chiamato YLAMBO, creato anche da Abosch. Abosch ha chiamato l'opera d'arte dopo l'hashtag #lambo, che gli appassionati di criptovaluta usano spesso nei forum online. Il 26 aprile 2018, alla fiera d'arte di San Francisco "If so, What?" la scultura di Abosch intitolata "Yellow Lambo" è stata venduta all'ex direttore operativo di Skype Michael Jackson per 400.000 dollari, più del prezzo base di un'automobile Lamborghini Aventador del 2018.
"PRICELESS": una collaborazione tra gli artisti Kevin Abosch e l'artista cinese Ai Weiwei composta principalmente da due token ERC-20 standard sulla blockchain di Ethereum, chiamati PRICELESS (PRCLS è il suo simbolo). Uno di questi gettoni è per sempre non disponibile a nessuno, ma l'altro è pensato per la distribuzione ed è divisibile fino a 18 cifre decimali, il che significa che può essere dato via un quintilionesimo alla volta. Una quantità nominale del token distribuibile è stata "bruciata" (inserita nei portafogli digitali con le chiavi gettate via), e questi indirizzi sono stati stampati su carta e venduti agli acquirenti d'arte in una serie di 12 opere fisiche. Ogni indirizzo alfanumerico del portafoglio è un proxy per un momento condiviso tra Abosch e Ai.
A gennaio, viene lanciato Kittyhats, che vende accessori digitali per Cryptokitties, dimostrando la natura senza permessi degli NFT.
Il 13 gennaio si tiene a New York il primo Rare Art Fest (RareAF), un festival annuale dedicato alla crypto art. Louis Parker ha tenuto un'asta Rare Pepe durante l'evento, in cui la carta "Homer Pepe", un oggetto da collezione NFT con l'immagine di una versione in stile Pepe di Homer Simpson, è stata venduta per $ 39.200.
A luglio, Christies's presenta il primo Art + Tech Summit a Londra dedicato alla Blockchain. L'evento è stato organizzato da Elliot Safra e Anne Bracegirdle. In tale occasione si è tenuta una tavola rotonda sull'arte digitale con Matt Hall di CryptoPunks, John Zettler, The RARE Network e Judy Mam di DADA.nyc, moderata da Jason Bailey di Artnome.com.